# Kazachstan op de Olympische Winterspelen 2014
Kazachstan nam deel aan de Olympische Winterspelen 2014 in Sotsji, Rusland.
Van de 50 deelnemers (34 mannen en 16 vrouwen) die Kazachstan vertegenwoordigden bij de zesde deelname van het land aan de Winterspelen namen er 22 op eerdere edities deel. Voor langlaufer Nikolaj Tsjebotko was het zijn vierde opeenvolgende deelname, voor de eveneens langlaufers Sergej Tsjerepanov, Aleksej Poltoranin, Jelena Kolomina en schaatser Dmitri Babenko was het hun derde deelname. Voor de zeventien anderen was het hun tweede deelname.

## Medailleoverzicht
| Sport       | Olympiër  | Onderdeel | Medaille |
| ----------- | --------- | --------- | -------- |
| Kunstrijden | Denis Ten | mannen    | Brons    |

## Deelnemers en resultaten
(m) = mannen, (v) = vrouwen 

### Alpineskiën
| Olympiër         | Onderdeel      | Resultaat | Prestatie                                                              |
| ---------------- | -------------- | --------- | ---------------------------------------------------------------------- |
| Martin Choeber   | combinatie (m) | 33e       | afdaling: 1.59,42 (42e) slalom: 1.00,44 (31e) totaal: 2.59,86 (+14,66) |
| Martin Choeber   | afdaling (m)   | 42e       | 2.13,51 (+7,28)                                                        |
| Martin Choeber   | super g (m)    | 40e       | 1.22,60 (+4,46)                                                        |
| Dmitri Kosjkin   | afdaling (m)   | 43e       | 2.14,63 (+8,40)                                                        |
| Dmitri Kosjkin   | super g (m)    | 30e       | 1.21,50 (+3,36)                                                        |
| Igor Zakoerdajev | combinatie (m) | 26e       | afdaling: 1.57,62 (37e) slalom: 57,02 (29e) totaal: 2.54,64 (+9,44)    |
| Igor Zakoerdajev | afdaling (m)   | 33e       | 2.11,28 (+5,05)                                                        |
| Igor Zakoerdajev | super g (m)    | 44e       | 1.23,13 (+4,99)                                                        |

### Biatlon
Mannen
| Olympiër                                                          | Onderdeel     | Resultaat | Prestatie                                                                                     |
| ----------------------------------------------------------------- | ------------- | --------- | --------------------------------------------------------------------------------------------- |
| Dias Keneshev                                                     | sprint        | 87e       | 30.06,8 (+5.33,3) [2+2]                                                                       |
| Sergej Naoemik                                                    | individueel   | 76e       | 58.03,2 (+8.31,5) [0+1+2+2]                                                                   |
| Sergej Naoemik                                                    | sprint        | 59e       | 26.55,5 (+2.22,0) [0+1]                                                                       |
| Sergej Naoemik                                                    | achtervolging | 58e       | 40.06,5 (+6.17,9) [1+0+2+1]                                                                   |
| Anton Pantov                                                      | Individueel   | 27e       | 52.51,5 (+3.19,8) [0+0+0+0]                                                                   |
| Anton Pantov                                                      | sprint        | 80e       | 28.05,0 (+3.31,5) [2+2]                                                                       |
| Jan Savitski                                                      | individueel   | 20e       | 52.00,0 (+2.28,3) [0+1+0+0]                                                                   |
| Jan Savitski                                                      | sprint        | 43e       | 26.13,0 (+1.39,5) [1+0]                                                                       |
| Jan Savitski                                                      | achtervolging | 29e       | 35.57,0 (+2.08,4) [0+1+0+0]                                                                   |
| Aleksandr Trifonov                                                | individueel   | 85e       | 1:00.08,9 (+10.37,2) [1+1+2+1]                                                                |
| Team: Anton Pantov Sergej Naoemik Alexandr Trifonov Dias Keneshev | estafette     | 18e       | ingehaald [0+4 0+6] 18.13,3 [0+0 0+3] 19.18,0 [0+3 0+1] 20.02,4 [0+0 0+0] ingehaald [0+1 0+2] |

Vrouwen
| Olympiër                                                                     | Onderdeel     | Resultaat | Prestatie |
| ---------------------------------------------------------------------------- | ------------- | --------- | --- |
| Jelena Chroestaleva                                                          | individueel   | 47e       | 50.00,1 (+6.40,5) [2+1+0+0]                                                                                   |
| Jelena Chroestaleva                                                          | sprint        | 57e       | 23.29,6 (+2.22,8) [2+0]                                                                                       |
| Jelena Chroestaleva                                                          | achtervolging | 37e       | 33.06,5 (+3.35,8) [0+0+0+0]                                                                                   |
| Marina Lebedeva                                                              | sprint        | 73e       | 24.31,9 (+3.25,1) [1+1]                                                                                       |
| Alina Raikova                                                                | individueel   | 65e       | 53.15,6 (+9.59,0) [1+0+1+1]                                                                                   |
| Darja Oesanova                                                               | individueel   | 40e       | 49.13,5 (+5.53,9) [1+0+0+1]                                                                                   |
| Darja Oesanova                                                               | sprint        | 58e       | 23.33,3 (+2.26,5) [1+0]                                                                                       |
| Darja Oesanova                                                               | achtervolging | 41e       | 33.54,6 (+4.23,9) [1+0+0+1]                                                                                   |
| Galina Visjnevskaja                                                          | individueel   | 41e       | 49.29,9 (+6.07,3) [1+1+0+0]                                                                                   |
| Galina Visjnevskaja                                                          | sprint        | 64e       | 23.52,0 (+2.45,2) [2+1]                                                                                       |
| Team: Galina Visjnevskaja Jelena Chroestaleva Darja Oesanova Marina Lebedeva | estafette     | 18e       | totaal: 1:13.44,2 (+3.41,7) [0+5 0+8] 17.36,6 [0+0 0+2] 18.35,5 [0+2 0+2] 18.17,4 [0+0 0+2] 21.25,2 [0+3 0+2] |

Gemengd
| Olympiër                                                           | Onderdeel          | Resultaat | Prestatie |
| ------------------------------------------------------------------ | ------------------ | --------- | --- |
| Team: Jelena Chroestaleva Darja Oesanova Jan Savitski Anton Pantov | gemengde estafette | 14e       | totaal: 1:15.46,1 (+6.29,4) [0+2 0+4] 16.56,5 [0+0 0+0] 17.30,3 [0+1 0+0] 20.08,5 [0+1 0+2] 21.11,1 [0+0 0+2] |

### Freestyleskiën
| Olympiër               | Onderdeel   | Resultaat | Prestatie |
| ---------------------- | ----------- | --------- | --- |
| Sergej Berestovski     | aerials (m) | 17e       | kwalificatie 1: 16e; 82.84 pnt. kwalificatie 2: 11e; 85.30 pnt.                                               |
| Baglan Inkarbek        | aerials (m) | 19e       | kwalificatie 1: 21e; 60.16 pnt. kwalificatie 2: 13e; 79.31 pnt.                                               |
| Dmitri Barmasjov       | moguls (m)  | 26e       | kwalificatie 1: DNF, kwalificatie 2: 5.21 (16e)                                                               |
| Pavel Kolmakov         | moguls (m)  | 10e       | kwalificatie 1: 21.40 (11e), kwalificatie 2: 21.70 (4e) finale 1: 21.82 (11e), finale 2: 20.03                |
| Dmitri Reiherd         | moguls (m)  | 5e        | kwalificatie 1: 21.86 (7e), kwalificatie 2: bye finale 1: 23.10 (5e), finale 2: 23.48 (5e), finale 3: 22.80   |
|                        |             |           | |
| Zjanbota Aldabergenova | aerials (v) | 6e        | kwalificatie 1: 9e; 74.82 pnt., kwalificatie 2: 5e; 78.12 pnt. finale 1: 8e; 76.23 pnt., finale 2: 68.44 pnt. |
| Zjibek Arapbajeva      | aerials (v) | 19e       | kwalificatie 1: 16e; 63.44 pnt. kwalificatie 2: 13e; 58.87 pnt.                                               |
| Joelia Galysjeva       | moguls (v)  | 7e        | kwalificatie 1: 21.17 (6e), kwalificatie 2: bye finale 1: 21.26 (5e), finale 2: 21.12                         |
| Darja Rybalova         | moguls (v)  | 28e       | kwalificatie 1: 16.24 (23e), kwalificatie 2: niet gestart                                                     |

### Kunstrijden
| Olympiër          | Onderdeel | Resultaat | Prestatie                                    |
| ----------------- | --------- | --------- | -------------------------------------------- |
| Abzal Rakimgaliev | Mannen    | 22e       | 174.40 (korte kür: 64.18, vrije kür: 110.22) |
| Denis Ten         | Mannen    | Brons     | 255.10 (korte kür: 84.06, vrije kür: 171.04) |

### Langlaufen
Mannen
| Olympiër                                                                | Onderdeel         | Resultaat | Prestatie                                                                      |
| ----------------------------------------------------------------------- | ----------------- | --------- | ------------------------------------------------------------------------------ |
| Jerdos Achmadjev                                                        | 15 km klassiek    | 54e       | 43.02,2 (+4.32,5)                                                              |
| Jerdos Achmadjev                                                        | 50 km vrije stijl | 48e       | 1:53.07,4 (+6.12,2)                                                            |
| Aleksej Poltoranin                                                      | 15 km klassiek    | 9e        | 39.43,2 (+1.13,5)                                                              |
| Aleksej Poltoranin                                                      | 30 km skiatlon    | 16e       | 1:08.51,5 (+36,1) klassieke stijl: 36.01,5 (6e); vrije stijl: 32.17,7 (16e)    |
| Roman Ragozin                                                           | sprint            | 33e       | kwalificatie: 3.38,56 (+10,21)                                                 |
| Mark Starostin                                                          | 30 km skiatlon    | 56e       | 1:15.36,6 (+36,1) klassieke stijl: 38.57,8 (54e); vrije stijl: 36.03,8 (56e)   |
| Mark Starostin                                                          | 50 km vrije stijl | 34e       | 1:49.34,1 (+2.38,9)                                                            |
| Nikolaj Tsjebotko                                                       | sprint            | 25e       | kwalificatie: 3.37,88 (+9,53) (30e) kwartfinale 1: 3.39,66 (+1,67) (5e)        |
| Nikolaj Tsjebotko                                                       | 15 km klassiek    | 33e       | 41.14,1 (+2.44,4)                                                              |
| Sergej Tsjerepanov                                                      | 30 km skiatlon    | 49e       | 1:13.39,7 (+5.24,3) klassieke stijl: 37.36,8 (43e); vrije stijl: 35.26,4 (55e) |
| Sergej Tsjerepanov                                                      | 50 km vrije stijl | 54e       | 1:57.24,2 (+10.29,0)                                                           |
| Jevgeni Velitsjko                                                       | 15 km klassiek    | 34e       | 41.16,4 (+2.46,7)                                                              |
| Jevgeni Velitsjko                                                       | 30 km skiatlon    | 32e       | 1:11.05,6 (+2.50,2) klassieke stijl: 36.53,8 (30e); vrije stijl: 33.37,0 (35e) |
| Jevgeni Velitsjko                                                       | 50 km vrije stijl | 55e       | 1:58.10,6 (+11.15,4)                                                           |
| Denis Volotka                                                           | sprint            | 58e       | kwalificatie: 3.46,92 (+18,57)                                                 |
| Nikolaj Tsjebotko Aleksej Poltoranin                                    | teamsprint        | 8e        | halve finale 2: 23.28,50 (4e; lucky loser) finale: 24.01,38 (+46,49)           |
| Team: Denis Volotka Sergej Tsjerepanov Jevgeni Velitsjko Mark Starostin | estafette         | 13e       | totaal: 1:34.11,9 (+5.29,9) 23.50,1 24.28,7 22.44,2 23.08,9                    |

Vrouwen
| Olympiër (deelname)               | Onderdeel         | Resultaat | Prestatie                                                                    |
| --------------------------------- | ----------------- | --------- | ---------------------------------------------------------------------------- |
| Jelena Kolomina                   | sprint            | 46e       | kwalificatie: 2.46,37 (+14,30)                                               |
| Jelena Kolomina                   | 10 km klassiek    | 36e       | 31.20,1 (+3.02,3)                                                            |
| Jelena Kolomina                   | 15 km skiatlon    | 40e       | 41.52,2 (+3.18,6) klassieke stijl: 20.27,8 (41e); vrije stijl: 20.44,5 (38e) |
| Jelena Kolomina                   | 30 km vrije stijl | 48e       | 1:21.50,0 (+10.44,8)                                                         |
| Tatjana Ossipova                  | sprint            | 57e       | kwalificatie: 2.51,44 (+19,37)                                               |
| Tatjana Ossipova                  | 10 km klassiek    | 52e       | 32.20,1 (+4.02,3)                                                            |
| Tatjana Ossipova                  | 15 km skiatlon    | 57e       | 44.29,0 (+5.55,4) klassieke stijl: 21.23,3 (53e); vrije stijl: 22.15,9 (58e) |
| Tatjana Ossipova                  | 30 km vrije stijl | 51e       | 1:23.52,6 (+12.47,4)                                                         |
| Anastasia Slonova                 | 10 km klassiek    | 46e       | 31.56,6 (+3.38,8)                                                            |
| Anastasia Slonova                 | 15 km skiatlon    | 41e       | 41.52,8 (+3.19,2) klassieke stijl: 20.40,3 (43e); vrije stijl: 20.31,8 (35e) |
| Jelena Kolomina Anastasia Slonova | teamsprint        | 16e       | halve finale 1: 17.49,66 (9e)                                                |

### Rodelen
| Olympiër            | Onderdeel | Resultaat | Prestatie                                                                                        |
| ------------------- | --------- | --------- | ------------------------------------------------------------------------------------------------ |
| Jelizaveta Aksenova | enkel (v) | 28e       | totaal: 3.28,085 run 1: 52,068 (29e) run 2: 51,836 (30e) run 3: 52,340 (30e) run 4: 51,841 (25e) |

### Schaatsen
| Olympiër          | Onderdeel    | Resultaat | Prestatie                              |
| ----------------- | ------------ | --------- | -------------------------------------- |
| Dmitri Babenko    | 1500 m (m)   | 30e       | 1.48,67 (+3,67)                        |
| Dmitri Babenko    | 5000 m (m)   | 15e       | 6.28,26 (+17,50)                       |
| Dmitri Babenko    | 10.000 m (m) | 12e       | 13.33,18 (+48,73)                      |
| Roman Kretsj      | 500 m (m)    | 7e        | 70,04 (+0,73) 35,04 (9e); 35,00 (6e)   |
| Roman Kretsj      | 1000 m (m)   | 13e       | 1.09,63 (+1,24)                        |
| Denis Koezin      | 1000 m (m)   | 7e        | 1.09,10 (+0,71)                        |
| Denis Koezin      | 1500 m (m)   | 9e        | 1.45,69 (+0,69)                        |
| Fjodor Mezentsev  | 1000 m (m)   | 33e       | 1.11,08 (+2,69)                        |
| Fjodor Mezentsev  | 1500 m (m)   | 35e       | 1.49,70 (+4,70)                        |
| Aleksej Zjigin    | 1500 m (m)   | 34e       | 1.49,48 (+4,48)                        |
|                   |              |           |                                        |
| Jekaterina Ajdova | 500 m (v)    | 22e       | 77,85 (+3,15) 39,04 (22e); 38,80 (19e) |
| Jekaterina Ajdova | 1000 m (v)   | 19e       | 1.17,25 (+3,23)                        |
| Jekaterina Ajdova | 1500 m (v)   | 28e       | 2.00,93 (+7,42)                        |

### Schansspringen
| Olympiër            | Onderdeel          | Resultaat    | Prestatie                              |
| ------------------- | ------------------ | ------------ | -------------------------------------- |
| Aleksej Psjelintsev | normale schans (m) | kwalificatie | kwalificatie: 46e; 89.9 pnt. (85,5 m)  |
| Aleksej Psjelintsev | grote schans (m)   | kwalificatie | kwalificatie: 46e; 75.8 pnt. (109,0 m) |
| Marat Zjaparov      | normale schans (m) | kwalificatie | kwalificatie: 49e; 84.9 pnt. (83,0 m)  |
| Marat Zjaparov      | grote schans (m)   | kwalificatie | kwalificatie: 48e; 73.2 pnt. (104,5 m) |

### Shorttrack
| Olympiër                                                              | Onderdeel     | Resultaat | Prestatie                                        |
| --------------------------------------------------------------------- | ------------- | --------- | ------------------------------------------------ |
| Aidar Bekzhanov                                                       | 500 m (m)     | 20e       | heat 5: 41,800 (3e)                              |
| Aidar Bekzhanov                                                       | 1500 m (m)    | 29e       | heat 4: 2.19,713 (5e)                            |
| Denis Nikisja                                                         | 1500 m (m)    | 31e       | heat 5: 2.16.452 (6e)                            |
| Nurbergen Zhumagaziyev                                                | 500 m (m)     | 29e       | heat 6: 42,680 (4e)                              |
| Abzal Azhgaliyev Aidar Bekzhanov Denis Nikisja Nurbergen Zhumagaziyev | aflossing (m) | 5e        | halve finale 1: 6.47,152 (2e) a-finale: 6.54,630 |
|                                                                       |               |           |                                                  |
| Inna Simonova                                                         | 500 m (v)     | 25e       | heat 5: 44,387 (4e)                              |
| Inna Simonova                                                         | 1000 m (v)    | 21e       | heat 2: 1.32,599 (3e)                            |
| Inna Simonova                                                         | 1500 m (v)    | 25e       | heat 2: 2.30,499 (4e)                            |

### Snowboarden
| Olympiër     | Onderdeel                | Resultaat | Prestatie             |
| ------------ | ------------------------ | --------- | --------------------- |
| Valeria Tsoj | parallelreuzenslalom (v) | 23e       | kwalificatie: 1.54,57 |
| Valeria Tsoj | parallelslalom (v)       | 32e       | kwalificatie: 1.08,67 |